# Анастасія Семенівна Гольшанська
Анастасія Гольшанська (? — 1515/1516) — княгиня з роду Збаразьких герба Корибут, дружина литовсько-руського князя Семена Юрійовича Гольшанського.

## Життєпис
Походила з роду Несвицьких-Збаразьких. Єдина донька Семена Васильович Несвицького, старости крем'янецького, князя збаразького та колоденського та  Марії, княгині Ровенської з роду Степанських, володарка Степанського князівства.
У 1481 році вийшла заміж за князя Семена Гольшанського. Того ж року помер її батько, залишивши Анастасії значні маєтності в Колоденському та Луцькому повітах.  У 1488 році поділила разом зі стрийками Михайлом, Семеном Старшим Збаразьким та Федором Збаразьким-Порицьким маєтності померлого Семена Молодшого Збаразького. У 1489 році Анастасія записала залишені батьком маєтки Забороль і Коськів чоловікові, а решту володінь залишила за собою.
Записала Городок з присілками, Обарів і інші маєтності для Києво-Печерського монастиря
Близько 1511 року померла донька Анастасія, ще раніше помер син. Анастасія Гольшанська померла наприкінці 1515 або на початку 1516 року. Усі володіння залишила доньці Тетяні-Ганні та її чоловікові Костянтинові Івановичу Острозькому, які увійшли у права власності після смерті матері Анастасії, княгині Марії Ровенської.

## Родина
Чоловік — Семен Юрійович Гольшанський, князь, великий гетьман литовський
Діти:
- Лев, помер дитиною
- Анастасія (?—1511),
- Тетяна-Ганна (?—1522), дружина Костянтина Івановича Острозького, великого гетьмана литовського, мати Василя-Костянтина Острозького.